# 245-та піхотна дивізія (Третій Рейх)
245-та піхотна дивізія (Третій Рейх) (нім. 245. Infanterie-Division) — піхотна дивізія Вермахту, що входила до складу німецьких сухопутних військ у роки Другої світової війни.

## Історія з'єднання
245-та піхотна дивізія сформована 8 вересня 1943 року в Руані за рахунок підрозділів дивізії «D» (нім. Division D), яка у свою чергу була правонаступником розгромленої на Східному фронті 323-ї піхотної дивізії.
До кінця 1943 року дивізія входила до сил 15-ї армії, з дислокацією в Руані, а після нового 1944 року її передислокували на атлантичне узбережжя, з розміщенням штабу дивізії у Фекамі. Дивізія перебувала у визначеному регіоні на час початку операції союзників «Оверлорд». Вперше вступила в бойове зіткнення з військами союзників, які вторглися до Нідерландів у вересні 1944 року в районі Арнема. З 2 жовтня по 8 листопада 245-та дивізія билася в битві на Шельді. Згодом її ненадовго відвели з лінії фронту для посилення, але потім повернули на передову, де вона змагалася проти сил 3-ї армії США до кінця 1944 року. На початку 1945 року дивізія билася у північному Ельзасі, а 1 березня її знову вивели до резерву на доукомплектування та підготовку. У травні 1945 року 245-та дивізія капітулювала британським військам у Шлезвіг-Гольштейні.

## Райони бойових дій
- Франція (вересень 1943 — серпень 1944);
- Нідерланди (вересень — грудень 1944);
- Німеччина (грудень 1944 — травень 1945).

## Командування

### Командири
- генерал-лейтенант Ервін Зандер (нім. Erwin Sander) (8 вересня 1943 — 1 квітня 1945);
- генерал-майор Куно Девіц (нім. Kuno Dewitz) (1 квітня — 8 травня 1945).

### Підпорядкованість
| Час      | Корпус      | Армія   | Група армій (округ)                  | Штаб               |
| -------- | ----------- | ------- | ------------------------------------ | ------------------ |
| 1943     |             |         |                                      |                    |
| жовтень  |             |         | Група армій «D»                      | Руан               |
| листопад |             | 15 А    | Група армій «D»                      | Руан               |
| 1944     |             |         |                                      |                    |
| січень   | LXXXI ак    | 15 А    | Група армій «D»                      | Дьєпп              |
| травень  | LXXXI ак    | 15 А    | Група армій «B»                      | Дьєпп              |
| серпень  | LXVII ак    | 15 А    | Група армій «B»                      | Токвіль-сюр-Е      |
| вересень | LXXXIX ак   | 15 А    | Група армій «B»                      | Етапль             |
| жовтень  | LXXXVIII ак | 15 А    | Група армій «B»                      | Тілбург            |
| листопад | LXVII ак    | 15 А    | Група армій «B»                      | Бреда              |
| грудень  |             | 1 А     | Група армій «G»                      | Мерцвіллер         |
| 1944     |             |         |                                      |                    |
| січень   | LXXXIX ак   | 1 А     | Група армій «G»                      | Мерцвіллер         |
| березень |             |         | Головнокомандування Вермахту «Захід» | Везель             |
| квітень  | II пдк      | 1 Пар А | Головнокомандування Вермахту «Захід» | Північна Німеччина |

### Склад
| 1943                                | 1945                         |
| ----------------------------------- | ---------------------------- |
| 935-й гренадерський полк            |                              |
| 936-й гренадерський полк            |                              |
| 937-й гренадерський полк            |                              |
| 245-й артилерійський полк           |                              |
| —                                   | 245-й фузилерний батальйон   |
| —                                   | 245-й протитанковий дивізіон |
| —                                   | 245-й запасний батальйон     |
| 245-й інженерний батальйон          |                              |
| 245-й дивізійний батальйон зв'язку  |                              |
| Управління постачання 245-ї дивізії |                              |